# Georg Pictorius

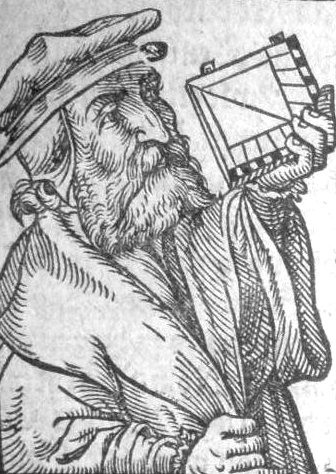
Georg Pictorius in Sebastian Münsters Cosmographia, 1588

Georg Pictorius bzw. Georgius Pictorius oder Pictorius Villingensis, latinisiert aus Georg Maler (* um 1500 in Villingen; † 1569 in Bärenthal), war ein deutscher Arzt und Autor der Renaissance.

## Leben
Georg Maler war der Sohn des Metzgers Michael Maler, besuchte erst eine Klosterschule der Franziskaner und studierte dann Philosophie und freie Künste an der Universität in Freiburg im Breisgau, wo er seinen Familiennamen Maler zu Pictorius latinisierte. 1529 war er Lehrer an der Freiburger Lateinschule, der er wenig später auch vorstand. Daraufhin studierte er noch Medizin und erwarb 1535 den Doktortitel. Als Sanitätsbeamter der oberösterreichischen Regierung und Gerichtsarzt arbeitete Pictorius ab 1540 in Ensisheim. Nachdem er bereits in Freiburg erste philosophische Schriften vorgelegt hatte, verfasste er insbesondere in Ensisheim zahlreiche weitere Schriften. Zu den wichtigsten seiner rund 50 Werke zählt das Badenfahrt-Büchlein (Baderbüchlin) von 1560, worin er 38 Bäder beschreibt. Er verurteilte Hexen in seinem Buch über Zauberei: falls Hexen nicht verbrennten, würde die Anzahl dieser Furien immens ansteigen, dass niemand sicher wäre. Sein frauenmedizinisches Werk Frauenzimmer gibt Hinweise zu Fragen der Kosmetik und Geruchsbeseitigung sowie zur Epilation im Bereich der weiblichen Brust.

## Veröffentlichungen in Auswahl
- (Hrsg. mit Scholien): Marbodei Galli poetae vetustissimi de lapidibus preciosis enchiridion. Wechelus, Paris 1531 (Digitalisat der Bayerischen Staatsbibliothek München)
  - (mit Scholien der Herausgeber Allard von Amsterdam[4] und Pictorius Villingensis) Marbodaei Galli Caenomanensis De gemmarum lapidumque pretiosorum formis, naturis atque viribus. Hero Alopecius, Köln 1539 (Google-Books)
- Theologia Mythologica Ex Doctiss. uirorum promptuario, labore Pictorij Vill. in compendium congesta. Johannes Emmeus, Freiburg im Breisgau 1532 (Digitalisat der Bayerischen Staatsbibliothek München)
- Lasz Büchlin. Clarer bericht das aderlassen nit so in geringem bruch soll gehalten werden, wie dan an allen orten gemeinlich beschicht, unnd mancher hiemit im selber sin lebenn abbricht. … Mit anhang wenn und wie man schraepfen soll. Jacob Kündig, Basel 1555 (Digitalisat der Universitätsbibliothek Basel)
- Raiß Büchlin. Ordnung wie sich zu halten, so einer raisen will in weite und onerfarne Land Straßburg 1557 (Digitalisat der Bayerischen Staatsbibliothek München)
  - Reiß-Büchlein. Frankfurt am Main 1566
- Baderbüchlin. Gantz kurtzer bericht von allerhand einfachten, und 38. componierten mineralischen teütsches lands wild bädern. o. O. 1560 (Digitalisat der Bayerischen Staatsbibliothek München)
  - Badenfartbüchlein. Gantz kurtzer bericht von allerhand einfachten vnd acht vnd dreissig componierter mineralischen teutsches lands wildbädern. 3. Aufl. Frankfurt am Main o. J. [um 1564] (Digitalisat der Bayerischen Staatsbibliothek München)
- Gynaikonitis Oder: Frauwenzimmer, darauss die schwangeren frauwen mögen erlernen, wie sie sich vor, in, vnd nach der Geburt halten sollen. Peter Schmidt, Frankfurt am Main 1569
  - Frauwenzimmer. Ein nutzliches Büchlein, darauß die Schwangeren frauwen mögen erlernen, wie sie sich vor, in und nach der Geburt halten söllen. Frankfurt am Main, 1578 (Digitalisat der Bayerischen Staatsbibliothek München)
  - Frauwenzimmer. Ein Nützliches Büchlin, darauß die Schwangeren Frauwen mögen erlernen, wie sie sich vor, in, vnd nach der Geburt halten sollen. Kopffius, Frankfurt am Main, 1593 (Digitalisat der Bayerischen Staatsbibliothek München)